# Древние Курганы
Дре́вние Курга́ны — посёлок в Кашарском районе Ростовской области.
Входит в состав Верхнесвечниковского сельского поселения.

## Население
| 2010 |
| ---- |
| 70   |

## Улицы
На хуторе имеются две улицы: Братская и Заречная.